# Dobrogostea, Argeș
Dobrogostea este un sat în comuna Merișani din județul Argeș, Muntenia, România.